# Пили (Беотия)
Пи́ли (греч. Πύλη) — деревня в Греции. Расположена на северном склоне Парниса на высоте 550 метров над уровнем моря в 33 километрах к северо-западу от центра Афин, площади Омониас. Входит в общину (дим) Танагру в периферийной единице Беотии в периферии Центральной Греции. Население 652 жителя по переписи 2011 года.
До 1927 года называлась Дервеносаледи (Δερβενοσάλεσι).

## Сообщество Пили
В местное сообщество Пили входит четыре населённых пункта. Население 745 жителей по переписи 2011 года. Площадь 97,601 квадратных километров.
| Населённый пункт | Население (2011), человек |
| ---------------- | ------------------------- |
| Лефка            | 22                        |
| Панактон         | 41                        |
| Прасинон         | 30                        |
| Пили             | 652                       |

## Население
| Год  | Население, человек |
| ---- | ------------------ |
| 1991 | 912                |
| 2001 | 669                |
| 2011 | ↘ 652              |